# Miriam Ingrid
Miriam Ingrid Alexandra Benthe, född 24 januari 2002, är en svensk skådespelare och musiker.
Hennes genombrott som skådespelare kom i och med att hon medverkade i TV-serien Björnstad från 2020. 2022 medverkade hon i TV-serien Försvunna människor. Hennes första stora roll i en långfilm kom år 2023 där hon spelar en av huvudrollerna, Fiona, i One More Time.

## Filmografi (i urval)
- 2020 – Björnstad (TV-serie)
- 2022 – Försvunna människor (TV-serie)
- 2023 – One More Time